# TORQUE (программа)
TORQUE (англ. Terascale Open-Source Resource and QUEue Manager) — менеджер распределённых ресурсов для вычислительных кластеров из машин под управлением Linux и других Unix-подобных операционных систем, одна из современных версий Portable Batch System (PBS). TORQUE 2.5.13 поддерживалась операционной системой FreeBSD. TORQUE 6.0.4 входит в дистрибутив Gentoo. TORQUE 6.0.0 распространяется под свободной лицензией OpenPBS Software License. TORQUE разрабатывается и поддерживается сообществом на базе проекта OpenPBS.Версия TORQUE 7.0.0 поддерживает Ubuntu OS, Red Hat 8 и SUSE 15. Для менеджера существует более 1200 патчей и расширений, написанных крупнейшими организациями и лабораториями, среди которых US DOE, USC, PNLL и др., это позволяет достичь высокой степени масштабируемости и отказоустойчивости менеджера как системы.
Основная функция TORQUE — распределение вычислительных задач среди доступных вычислительных ресурсов. TORQUE содержит собственный планировщик заданий, определяющий момент запуска задач. Аналогом TORQUE являются система Cleo, а также другие версии Portable Batch System. Существует также сторонний планировщик заданий Maui, который обладает значительно большей функциональностью по сравнению со стандартным, и, поэтому, часто используется совместно с TORQUE. Возможна интеграция TORQUE с OpenMP и MPICH. Оригинальная версия TORQUE предназначена только для Unix-подобных систем, однако, существует порт для Cygwin, позволяющий использовать TORQUE под Windows.